# Trevi (Umbria)
Trevi – miejscowość i gmina we Włoszech, w regionie Umbria, w prowincji Perugia.
Według danych na rok 2004 gminę zamieszkiwały 7773 osoby, 109,5 os./km².